# 植木インターチェンジ
植木インターチェンジ（うえきインターチェンジ）は、熊本県熊本市北区植木町亀甲にある、九州自動車道のインターチェンジである。

## 概要
植木ICと熊本ICの区間は1971年6月30日に開通しており、九州自動車道において初めての開通区間となっている。出口案内標識にあるとおり、山鹿市ならびに菊池市、それから出口案内標識には記載されてはいないが、玉東町や日田市（※旧日田郡上津江村のみアクセスが可能。）の最寄りインターチェンジである。

## 道路
- E3 九州自動車道（14番）

## 接続する道路
- 国道3号（熊本県道53号植木インター菊池線と重複）

## 料金所
- ブース数：5

### 入口
- ブース数：2　
  - ETC専用：1　
  - ETC/一般：1

### 出口
- ブース数：3　
  - ETC専用：1　
  - 一般：2

## 周辺
- ヤマト運輸植木営業所[1]
- 田原坂公園
- 植木温泉
- 熊本市街（北部地区へのアクセスに便利である）
- 山鹿温泉
- 菊池温泉
- 菊池渓谷
- オートポリス
- 上津江しゃくなげ園
- 上津江フィッシングパーク
- 道の駅せせらぎ郷かみつえ

## 植木バスストップ

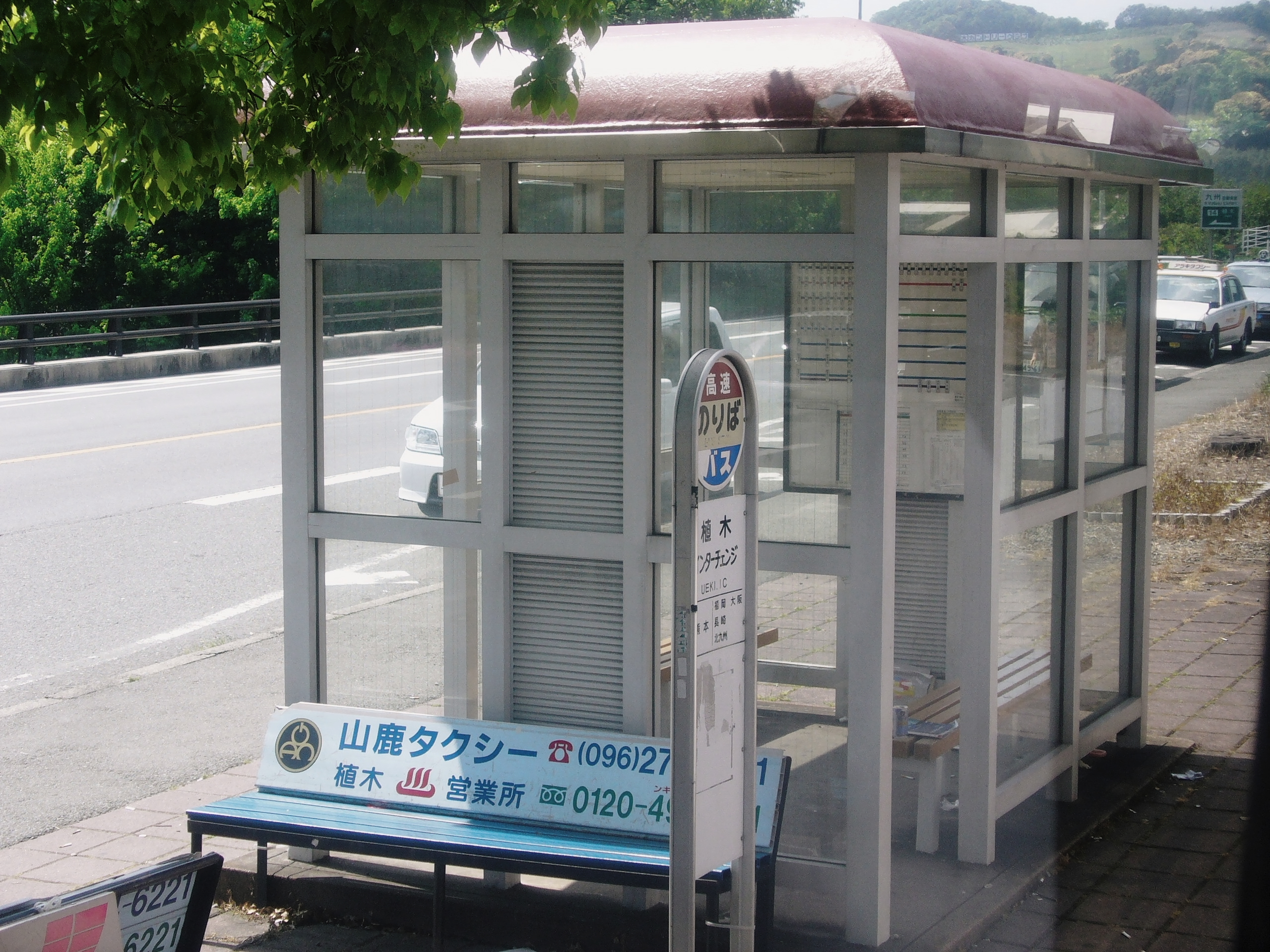
植木バスストップ

植木ICの料金所外に高速バス専用のバス停留所が併設されている。国道3号に面しており、九州産交バスの山鹿温泉方面への一般路線バスが停車するバス停と向かい合わせとなっており乗り換えの利便性が図られている。
熊本と各地を結ぶ高速バスの一部が停車する（「ひのくに号」以外は熊本市内方面との相互利用不可）。バスの電光板の表記では「植木インターチェンジ」となっており、乗務員（運転手）もそのように案内する。
| 路線愛称                        | 運行会社                  | 方面・経路                                                                           |
| ------------------------------- | ------------------------- | ------------------------------------------------------------------------------------ |
| ひのくに号 （各停・植木IC経由） | 九州産交バス 西日本鉄道   | 熊本方面：西合志 → 桜町BT 福岡方面：菊水IC → 高速基山 → 福岡空港・博多BT・天神高速BT |
| りんどう号                      | 九州産交バス 長崎県交通局 | 長崎（昭和町・長崎駅前・中央橋）                                                     |
| サンライズ号                    | 九州産交バス 近鉄バス     | 神戸・大阪・京都                                                                     |
| あそ☆くま号                     | 九州産交バス 近鉄バス     | 大阪・京都                                                                           |

## 隣
E3 九州自動車道
(13)菊水IC - (14)植木IC - (14-1)北熊本スマートIC - 北熊本SA - (15)熊本IC
高速バス
鹿央BS - (14)植木IC - 西合志BS